# ياكوزا 4
هي إحدى ألعاب الفيديو المتقدمة والتي نشرتها شركة سيجا حصرياً على بلاي ستيشن 3. وقد تم الإعلان عن اللعبة في 24 يوليو 2009. وتم عرض شريط دعائي للعبة في معرض طوكيو للألعاب 2009 ، بعدها تم تقديم عرض للقصة الرئيسية للعبة وذلك في 13 يناير 2010.
اللعبة هي تكملة لياكوزا 3 وقد صدرت بتاريخ 18 مارس، 2010 في اليابان. وصدر عنها (نسخة تجريبية) عرضت في أسواق البلاي ستيشن في 5 مارس 2010. وقد تم تأكيد صدور اللعبة في الأسواق الأوروبية وأسواق أمريكا وكندا في مارس 2011.

## الجوائز
- حصلت اللعبة على جائزة التميز من (جائزة اللعبة اليابانية) لعام 2010.[7]
- حصلت على 38 درجة من أصل 40 درجة (جائزة فامتسو).[8][9]

## ملخص اللعبة
كما هو الحال في اللعبة الأصلية، معظم الأكشن يجري في (كاموروتشو) (المعروفة باسم مدينة كامورو).
وقد تمت إضافة ثلاثة مواقع جديدة:-
- منطقة (السطح) وتمتد عبر منطقة واسعة من المدينة.
- منطقة (الشوارع الخلفية) في (مدينة كاموروتشو), وتعرف هذه الشوارع أيضاً باسم (روجيويرا).
- المنطقة الثالثة تسمى (تحت الأرض) أو (تشيكا) باليابانية، والتي تشمل شبكات الصرف الصحي في المدينة، وموقف للسيارات ومحلات التسوق، وهذه المنطقة أيضاً تعرف باسم (كامورو تشيكا).

## الشخصيات
هناك ثلاث شخصيات رئيسية جديدة إلى جانب (تاكايا كورودا) في دور (كازوما كيرو)، وهو الشخصية الرئيسية في اللعبة منذ بداية ياكوزا. وأيضاً (هيروكي ناريميا) في دور (ماسايوشي تانيمورا)، (كويتشي ياماديرا) في دور (شون اكياما) و (ريكيا كوياما) في دور (تايجا سيجيما). هؤلاء الأربعة سيصبحون متصلين ببعضهم من خلال اللعبة.
وهناك شخصيات جديدة أخرى تشمل محقق في شرطة العاصمة طوكيو يدعى (جونجي سوقتشي) (كينيتشي اندو) ، بالإضافة إلى (هيرواكي اراي) (ايكي سوامورا) وهو ضابط من عائلة ياكوزا، وهناك ضابط شرطة رفيع المستوى ويدعى (سيشيرو مونوكاتا) (كنيا كيتاوجي), بالإضافة إلى امرأة تدعى (ليلي) (ماجو اوزاوا).
مع عودة بعض الشخصيات السابقة مثل (هاروكا ساوامورا), (غورو ماجيما)، (ماكوتو دايت)، (دياقو دوجيما) و (جو هامازاكي).

### الأدوار الرئيسية
- (تاكايا كورودا) في دور (Kazuma Kiryu [الإنجليزية]) --- (تاكايا كورودا) في دور (كازوما كيرو)
- (كويتشي ياماديرا) في دور (Shun Akiyama [الإنجليزية])--- (كويتشي يامادرا) في دور (شون اكياما)
- (Hiroki Narimiya [الإنجليزية]) في دور (ياكوزا (سلسلة ألعاب فيديو))--- (هيروكي ناريميا) في دور (ماسايوشي تانيمورا)
- (ريكيا كوياما) في دور (Taiga Saejima [الإنجليزية])--- (ريكيا كوياما) في دور (تايجا سيجيما)

## وصلات خارجية
- Gameplay Digest Trailer/ゲームプレイダイジェスト編 (3rd trailer) على يوتيوب
- TGS 2009 w/English subtitles (1st trailer) على يوتيوب
- Yakuza 4 Story Trailer